# 하산 굴레드 압티돈
하산 굴레드 압티돈(소말리어: Xasan Guuleed Abtidoon, 1916년 10월 15일~2006년 11월 21일)은 지부티의 정치인이다. 1977년 6월 27일부터 1999년 5월 8일까지 지부티의 초대 대통령으로 재임했다.

## 생애
하산 굴레드 압티돈은 소말리아 북부 루가야의 가리사라는 작은 마을에서 태어났다. 그는 잇사족의 하위부족인 마맛산 족에 속해 있었는데, 당시 마맛산 족은 정치적으로 위세를 떨치던 부족이었다. 하산은 커서 지부티의 독립운동에 중요한 역할을 하였는데, I.M. 루이스에 따르면 공화국연대당의 마흐무드 하르비가 이웃 국가인 소말리아에 지부티 국토를 병합하자고 주장하자, 하산은 이에 반대하는 운동을 "프랑스 유권자의 강력한 지지와 더불어" 펼쳐나갔다. 1958년 11월 23일 공화국연대당이 해체되고 아파르족의 절대적인 지지로 하산이 집권하게 되었다. 이어 마흐무드 하르비는 지부티를 떠나고, 나중에는 비행기 충돌사고로 사망하게 된다.
하산 굴레드는 1958년부터 1959년 4월까지 정부내각의 부통령으로 재임하였다. 또 1959년부터 1962년까지는 프랑스 국민의회, 1952년부터 1958년에는 프랑스 상원에도 진출하였다. 하지만 1962년 총선거에서 무사 아흐메드 이드리스가 이끄는 인민운동당에게 뒤져 패배하게 되었다. 이후 1960년대에는 잇사 민주연합을 이끌었다. 1963년 9월 아르타 조약이 체결된 이후 하산은 1967년까지 알리 아레프 부르한 내각의 교육부장관에 올랐다. 1967년 7월에는 다른 인민운동당 인사들과 함께 잠시 옥고를 치르기도 하였으나, 1968년 11월에는 국회의원에 당선되었고, 내무부 장관을 거쳐 1977년 5월에는 총리에 취임해 그해 7월까지 역임하였다.

## 대통령 임기
1974년 하산 굴레드는 프랑수아 미테랑을 지지하였다. 1975년 2월에는 아프리카 국민연합 (UPA)와 미래질서연대를 통합해 아프리카 국민 독립 연대 (LPAI)를 창설, 의장직에 올랐다. 1977년 5월 18일에는 정부내각의 대통령이 되었으며 5월 28일에는 국민회의에서 지부티 공화국의 미래 대통령으로 선출되었다. 1977년 12월 징크팜 공격사건 이후 제1야당인 MPL을 해산시키고, 1981년에는 자신의 정당인 국민전진회 (Rassemblement populaire pour le progrès, RPP)를 유일한 합법정당으로 지정하여 일당 독재 체제를 구축하였다. 이후 국민전진회 대통령 후보로 나선 하산은 1981년 6월 12일 84.58%의 득표율로 대통령에 선출되어 6년간 대통령 임기에 들어갔다.
1991년 지부티 내전이 시작된 이후 1992년 9월에는 다당제에 관한 개헌국민투표를 하도록 하였고, 그 결과 네 개 정당의 창당이 허가되었다. 그러나 1992년 12월 총선에서는 단 두 개의 정당만 참가하여 국민전진회가 국회 내 65석 전 의석을 확보하였다. 이후 굴레드는 1993년 5월 60.7% 득표율을 얻어 네번째로 대통령에 다시 당선되었다.
90년대 지부티의 경제는 급격히 악화되어 대외순자산이 40%까지 추락하였다. 세계 은행은 지부티 국민들 사이에 카트라고 하는 중독성과 쇠약성을 지닌 마약이 대량으로 유통되고 있는 사회 문제를 거론하며, 지부티에 대해 "어둡고 상당히 위험한 수준" (correspondingly gloomy and highly critical)이란 평가를 내렸다. 이 기간 동안 하산 굴레드는 늙은 자신을 대신해 조카 이스마일 오마르 겔레를 비밀리에 후임자로 삼고, 정무를 맡기는 일도 빈번해지게 되었다.
1999년 2월 4일, 하산 굴레드는 다음 선거에 출마하지 않고 물러나겠다고 선언하였다. 그에 따라 개원한 임시국회에서 국민전진회는 굴레드의 조카 이스마일 오마르 겔레를 차기 대통령 후보로 선출하였다. 굴레드는 1999년 4월 대통령 선거에서 승리하여 1999년 5월 8일에 삼촌으로부터 대통령직을 물려받았다. 굴레드는 2006년 11월 21일 자신의 집에서 90세의 나이로 사망하였다.
굴레드의 첫째 부인이자 전 영부인인 아이샤 보고레는 여성 인권과 수많은 자선단체 활동을 하다 2001년에 숨졌다. 보고레 사망 후 하산 굴레드는 둘째 부인과 재혼하였다.